# Чоппи, Баден
Баден Тай Чоппи (англ. Baeden Ty Choppy; род. 14 апреля 1976, Маккай) — австралийский хоккеист на траве, нападающий. Бронзовый призёр летних Олимпийских игр 1996 года.

## Биография
Родился 14 апреля 1976 года в австралийском городе Маккай.
Играл в хоккей на траве за «Бразерс».
В 1996 году в составе сборной Австралии по хоккею на траве на летних Олимпийских играх в Атланте завоевал бронзовую медаль. Играл на позиции нападающего, провёл 7 матчей, забил 4 мяча (три в ворота сборной Малайзии, один — Германии). Гол в ворота немцев в матче за 3-4-е места на 69-й минуте стал победным (3:2).
В 1997 году завоевал золотую медаль юниорского чемпионата мира в Ченнаи, будучи вице-капитаном команды. В том же году с главной сборной страны выиграть серебро Трофея чемпионов в Аделаиде.
После окончания игровой карьеры работал тренером в Англии. Впоследствии был ассистентом главного тренера «Квинсленд Блейдс», а также команды «Кедрон Уэйвелл Сёрвисез», выступающей в чемпионате Квинсленда. В 2017 году возобновил игровую карьеру на уровне штата.